# 가가와 유키
가가와 유키(일본어: 香川 勇気, 1992년 7월 2일 ~ )는 일본의 축구 선수이다. 현재 J2리그의 오이타 트리니타에서 뛰고 있다.

## 구단 경력
그는 2015년부터 J리그의 레노파 야마구치 FC, V-파렌 나가사키, 도쿄 베르디, 오이타 트리니타에서 뛰었다.